# Brits hof

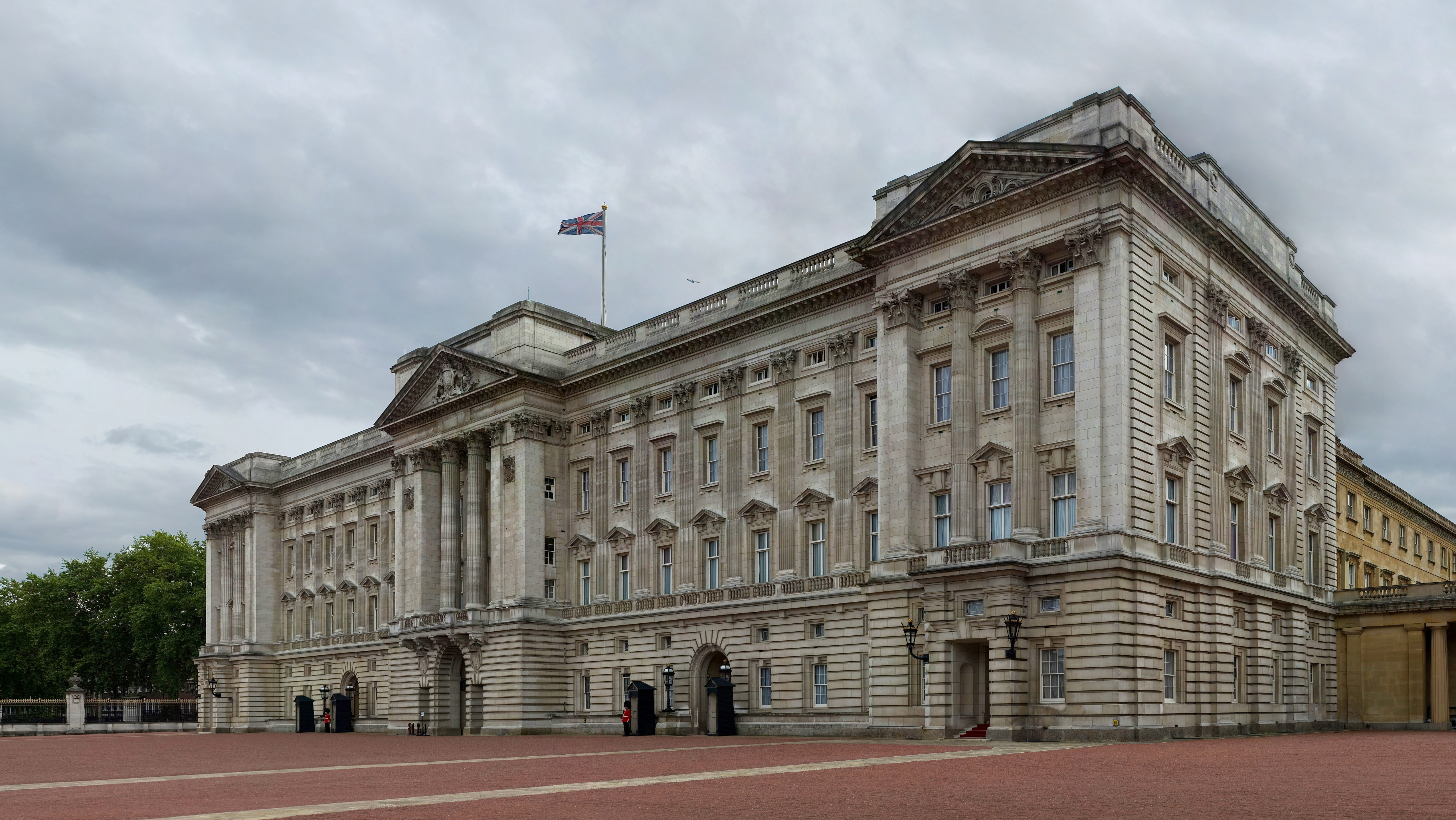
Buckingham Palace, sinds 1837 residentie van het Britse hof.

Het Britse Hof is de hofhouding van de koning of koningin van het Verenigd Koninkrijk. Tegenwoordig is dit een van de bekendste, meest traditionele en, met ongeveer 1200 personen, een van de grootste hoven. Formeel wordt niet gesproken van hofhouding, maar van de Koninklijke Huishouding (Engels: Royal Household).
De leiding is in handen van de Kamerheer (Lord Chamberlain), een parttime functionaris die het toezicht heeft over alle afdelingen en de contacten onderhoudt met het House of Lords. Bij ceremoniële gelegenheden draagt hij een witte staf als teken van zijn ambt. Onder hem ressorteren de volgende departementen:
- Het Bureau van de Privé-secretaris (Private Secretary)
- Het Bureau van de Thesaurier en de Privy Purse
- Het Departement van de Huismeester (Master of the Household)
- Het Bureau van de Kamerheer (Lord Chamberlain)
- Het Departement van de Koninklijke Collecties (The Royal Collection)

Naast de afdelingen van de hofhouding zijn er nog enkele bijzondere, vaak eeuwenoude functies:
- Earl Marshal
- Lord Great Chamberlain
- Master of the Horse
- The Lord Steward
- Poet Laureate
- Master of The King's Music
- The King's Piper
- Astronomer Royal
- Royal Watermen
- Lord-Lieutenants

## Residenties
Het Britse hof was van 1691 tot 1837 gevestigd in het voor koning Hendrik VIII gebouwde St. James's Palace, waarna koningin Victoria het hof verplaatste naar Buckingham Palace. Officieel heet het Britse hof echter nog steeds Court of St. James's. In het St. James's Palace is ook het administratieve centrum van het hof gevestigd en verder doet het dienst voor ontvangsten bij officiële recepties, huwelijken en doopplechtigheden.